# 藤田和弘
藤田 和弘（ふじた かずひろ、1934年8月8日 - ）は、日本のアナウンサー。
東京府（現在の東京都）出身。立教大学経済学部卒業。

## 略歴
1959年4月、TBSにアナウンサー6期生として入社（同期には池田孝一郎・石井智・川野昌宏・里見恭夫・新堀俊明・土屋統督・料治直矢・相場君子・今井登茂子・加藤かな子・加藤珪子・土井誉子・蛭田玲子）。主にスポーツ中継（野球、ボクシング）、情報番組を担当。1963年11月1日、報道局運動部兼ニュース部アナウンサーに。
1967年11月15日、アナウンサー研修室設置に伴い報道局運動部兼アナウンサー研修室付に。1970年7月、ラジオ本部アナウンス室兼テレビ本部報道局運動部。
スポーツアナウンサー時代には主にボクシング中継を担当、輪島功一（元世界ジュニアミドル級王者）の初防衛戦となったドメニコ・チベリア戦（1972年5月7日、福岡スポーツセンター）など世界タイトル戦の実況も経験している。
1972年11月、テレビ本部テレビ営業部CM部に異動しアナウンス職を離れる。1974年2月、テレビ本部報道局朝ワイド制作部に異動し情報番組を担当。その後、第二制作局文化情報部（1984年6月）、編成局番組宣伝部（1985年6月）、事業総局事業局番組販売部（1991年5月）、報道局報道センター（1992年8月）に在籍。
1994年8月、TBSを定年退職。

## 出演番組
- 東洋チャンピオンスカウト（TBSテレビ）[7][6]
- 朝のブラス（1961年、TBSラジオ）[7][6]
- シネマサロン（1963年、TBSラジオ）[7][6]
- 奥さま8時半です（1974年4月 - 1984年5月、TBSテレビ）[6]
- チェック&チェック（1979年、TBSテレビ）[6]
- ハローナイト（1986年、TBSラジオ）[7][6]
- ザ・ベストテン（1987年4月23日、TBSテレビ） - 追っかけマン[11]
- ニュースコール おはよう藤田です（1992年、TBSテレビ）[6]